# Фріц Шневінд
Фріц Шневінд (нім. Fritz Schneewind; 10 квітня 1917, Паданг — 23 квітня 1945, Яванське море) — німецький офіцер-підводник, капітан-лейтенант Крігсмаріне.

## Біографія
3 квітня 1936 року вступив до крігсмаріне. Пройшов навчання у військово-морському училищі Мюрвіка, на вітрильнику «Лео Шлагетер» і у військово-морському управлінні в Булоні. В 1940 році вступив у підводний флот. Після проходження базової підготовки служив вахтовим офіцером 1-ї, потім 3-ї флотилії, з вересня 1941 по листопад 1942 року — на підводному човні U-506. Пройшов курс командира човна в 24-й флотилії. З 18 грудня 1942 року — командир U-511, на якому здійснив 2 походи (разом 158 днів у морі). 7 серпня 1943 року вирушив в Японію, оскільки Адольф Гітлер подарував човен Шневінда Імператорському флоту. 16 вересня човен прибув в Японію і був зарахований в японський флот як RO-500. З 20 листопада 1943 року — командир U-183, на якому здійснив 3 походи (разом 99 днів у морі). 23 квітня 1945 року човен був потоплений в Яванському морі північніше Сурабая (04°57′ пд. ш. 112°52′ сх. д.) торпедою американського підводного човна «Besugo». 54 члени екіпажу (включаючи Шневінда) загинули, 1 вцілів.
Всього за час бойових дій потопив 6 кораблів загальною водотоннажністю 37 045 тонн.
| Дата        | Назва корабля                            | Тип               | Тоннаж | Вантаж                                                                             | Екіпаж | Загинули | Країна             |
| ----------- | ---------------------------------------- | ----------------- | ------ | ---------------------------------------------------------------------------------- | ------ | -------- | ------------------ |
| 9 Jan 1943  | William Wilberforce                      | Торговий теплохід | 5,004  | 5054 тонни західноафриканської продукції, включаючи кокоси, пальмову олію і каучук | 63     | 3        | Британська імперія |
| 27 Jun 1943 | Sebastian Cermeno                        | Торговий пароплав | 7,194  | Баласт (вода)                                                                      | 74     | 5        | США                |
| 9 Jul 1943  | Samuel Heintzelman                       | Торговий пароплав | 7,176  | 5644 тонни боєприпасів і генеральних вантажів                                      | 75     | 75       | США                |
| 29 Feb 1944 | Palma                                    | Торговий теплохід | 5,419  | 700 тонн генеральних вантажів                                                      | 53     | 7        | Британська імперія |
| 9 Mar 1944  | British Loyalty (безповоротно втрачений) | Тепловий танкер   | 6,993  | 6417 тонн мазуту, моторного масла і трохи вугілля                                  | ?      | 0        | Британська імперія |
| 5 Jun 1944  | Helen Moller                             | Торговий пароплав | 5,259  | Баласт                                                                             | 73     | 4        | Британська імперія |

## Звання
- Кандидат в офіцер (3 квітня 1936)
- Морський кадет (10 вересня 1936)
- Фенріх-цур-зее (1 травня 1937)
- Оберфенріх-цур-зее (1 липня 1938)
- Лейтенант-цур-зее (1 жовтня 1938)
- Оберлейтенант-цур-зее (1 жовтня 1940)
- Капітан-лейтенант (1 березня 1943)

## Нагороди
- Залізний хрест 2-го і 1-го класу
- Нагрудний знак підводника
- Німецький хрест в золоті (11 січня 1945)